# Магидсон, Ариадна Соломоновна
Андриана (Ариадна, Адриана, Адриенна, Ада) Соломоновна Магидсон (1906—1981) — советская театральная художница и живописец.
Работала в области плаката, участвовала в оформлении массовых празднеств, демонстраций, сооружений.
Член Ассоциации художников революционной России (АХРР). Член Союза художников СССР. Член руководящего Совета библиотеки МОСХ.

## Биография
Родилась 1 мая 1906 года в Москве.
Училась во ВХУТЕМАСе-ВХУТЕИНе (1925—1930) на декоративном отделении живописного факультета у П. П. Кончаловского, И. М. Рабиновича, Ф. Ф. Кондратова, В. Д. Бушен и В. Г. Сахновского. Проходила практику в декорационных мастерских Большого театра. Работала в театре В. Э. Мейерхольда.
В 1929 вместе с И. М. Рабиновичем оформляла ЦПКиО им. Горького (трибуны, аттракционы). Оформляла завод «АМО» в Москве (1932), павильон «Ветеринария» ВСХВ СССР.
Значительное влияние на творчество Магидсон оказали впечатления, полученные от путешествия по маршруту Байкал—Бурятия—Монголия—Владивосток и знакомства с буддистской, ламаистской и китайской культурами.
Выставки:
- XI выставка АХР «Искусство в массы» (1929),
- Выставка «Антиимпериалистическая выставка» (1931),
- Выставка молодых начинающих художников (1934),
- Всесоюзная выставка (1950),
- Всесоюзная выставка (1951),
- Выставка произведений (Москва, 1983).

Работы Магидсон находятся в Государственной Третьяковской галерее, Государственном Центральном Театральном музее им. А. А. Бахрушина, Калужском художественном музее, музеях Саратова и Кирова.
Автор книг:
- «Оформление массового празднества и демонстраций» (М.- Л.: Огиз-Изогиз, 1932; в соавторстве с Ю. Щукиным);
- «Оформление города в дни революционных празднеств» (М.- Л.: Огиз-Изогиз, 1932; в соавторстве с А.Д. Кузнецовой и Ю.П. Щукиным)[1].

Умерла в 1981 году, похоронена на Новодевичьем кладбище.

### Семья
- Мать — Магидсон Софья Григорьевна (?—1949), преподавательница иностранных языков.
- Первый муж — Щукин, Юрий Прокопьевич (1904—1935), живописец и театральный художник.
- Второй муж — Малаев, Фёдор Петрович (1902—1989), живописец, Заслуженный художник РСФСР.

## Память
- В РГАЛИ находятся документы, посвященные А. С. Магидсон[3].